# Wilhelm von Krauseneck

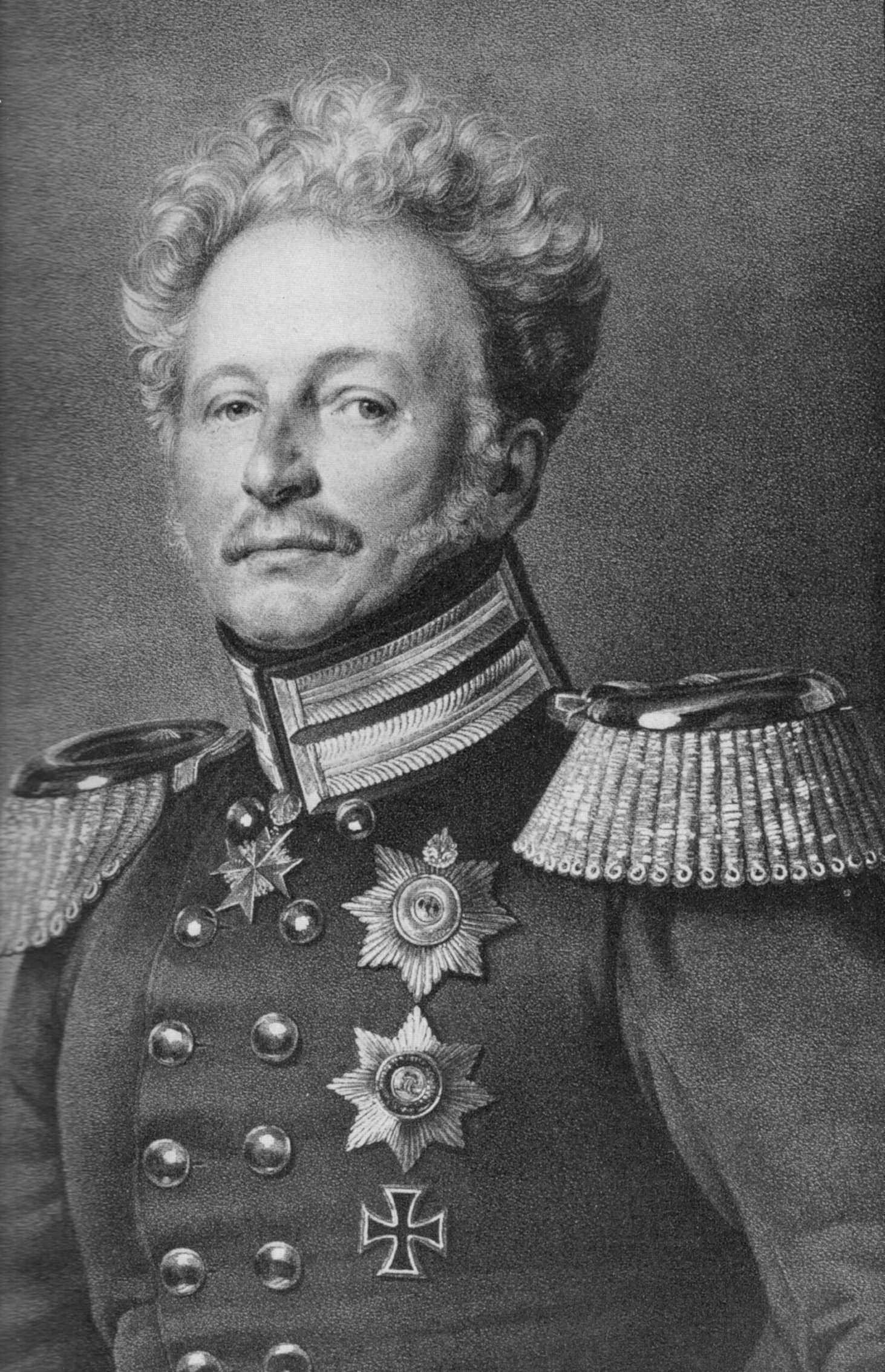
General der Infanterie Johann Wilhelm von Krauseneck

Johann Wilhelm von Krauseneck (* 13. Oktober 1774 in Bayreuth; † 2. November 1850 in Berlin) war ein preußischer General der Infanterie und 1829/48 Chef des Generalstabes sowie Militärkartograf und Geodät.

## Leben

### Herkunft
Er war der Sohn des in Bayreuth angesehenen königlich-preußischen Hofgerichtsprokurators bei der Kriegs- und Domänenkammer, Johann Wolfgang Christian Krauseneck (1738–1799) und dessen Ehefrau, Amalie Sophie Johanna, geborene Tungerau. Sie war die Tochter eines Archivars. Sein Vater starb, als er fünf Jahre alt war. Johann Wilhelm und seine vier Geschwister wuchsen als Halbwaisen in wirtschaftlich schwierigen Verhältnissen heran.

### Ausbildung
Nach dem Willen der Mutter sollte er studieren, doch Johann Wilhelm zeigte von Jugend auf Interesse am Soldatenberuf. Nachdem er das Gymnasium beendet hatte, trat Krauseneck Anfang März 1791 als Kadett bei der Artillerie in Ansbacher Dienste. Er versah seinen Dienst in der Festung Plassenburg und fiel durch seine guten mathematischen und zeichnerischen Kenntnisse auf. So wurde er vom Artilleriekommandanten Major Johann Friedrich Karl Hoffmann († 10. Oktober 1793) und dem Kartographen Johann Christoph Stierlein (1759–1827) zu ersten topographischen Arbeiten eingesetzt und konnte schon früh praktisch-militärische Grundlagen der Stabsarbeit erlernen. Mit dem Anschluss von Ansbach-Bayreuth unter dem letzten Markgrafen Karl Alexander an das Königreich Preußen konnte er weitere kartographische Kenntnisse erlangen.

### Militärische Karriere
So begleitete er 1794 während des Ersten Koalitionskriegs die Obristen von Grawert und von Massenbach bei Geländeaufnahmen für General Friedrich Ludwig zu Hohenlohe-Ingelfingen. Dieser ernannte ihn zum Premierleutnant in seiner 2. ostpreußischen Füsilierbrigade. 1803 wurde er zum Stabskapitän befördert. Während des Feldzuges 1806/07 nahm er an der Schlacht bei Preußisch Eylau sowie den Gefechten bei Schippenbeil, Leineburg und Wackern teil. Für seine Leistungen in der Schlacht bei Heilsberg erhielt Krauseneck am 21. Februar 1807 den Orden Pour le Mérite.
1808 wurde er Major und zum 3. Ostpreußischen Infanterie-Regiment versetzt. 1809 wurde er Kommandeur des Potsdamer Füsilierbataillons des Garde-Regiments zu Fuß. 1812 wurde er auf Empfehlung des Generals Ludwig Yorck von Wartenburg Nachfolger von Wilhelm René de l’Homme de Courbière als Kommandeur der Festung Graudenz in Westpreußen. Schon im Juni 1813 wurde er in den Generalstab des Armeekorps Blüchers versetzt. Während der Befreiungskriege nahm Krauseneck bis 1815 an verschiedenen Schlachten teil. In der Schlacht bei Großgörschen wurde er verwundet und erhielt das Eiserne Kreuz II. Klasse sowie den Sankt-Stanislaus-Orden II. Klasse. Für die Schlacht bei Fère-Champenoise mit dem Eisernen Kreuz I. Klasse ausgezeichnet, wurde er 1814 noch Kommandant der Festung Mainz und schied Ende des Jahres aus dem Generalstab aus. Am 11. April 1815 folgte seine Beförderung zum Generalmajor. Ende Juni 1815 übernahm Krauseneck die Führung der Truppen zur Einschließung von Festungen und erhielt am 2. Oktober 1815 das Eichenlaub zum Pour le Mérite.
Nach Stationen im Truppenkommando wurde er 1829 Chef des Großen Generalstabs der Preußischen Armee. Dort förderte er die astronomische Forschung, die Kartographie und den Telegrafen. Mit General von Lilienstern setzte er sich für die Gründung des Berliner Lithographischen Instituts ein. Dort sind später viele preußische Karten erschienen. Er war auch Mitglied im Preußischen Staatsrat. Am 18. Januar 1840 wurde Krauseneck mit der Verleihung des Schwarzen Adlerordens in den erblichen Adelsstand erhoben. Ende März 1842 erhielt er die Brillanten zu diesem hohen Orden und wurde außerdem am 12. September zum Chef des 4. Infanterie-Regiments in Danzig ernannt. Am 1. Mai 1848 wurde er als Chef des Preußischen Generalstabes durch Karl von Reyher abgelöst. Daraufhin wurde ihm am 9. Mai 1848 der Abschied mit Pension gewährt.
Nach zweijährigem Ruhestand verstarb Krauseneck in Berlin und wurde am 5. November 1850 auf dem dortigen Alten Garnisonfriedhof begraben (die Grabanlage existiert nicht mehr). Dort ruhen auch seine Frau und seine jüngste Tochter.

### Familie
Johann Wilhelm hatte sich am 23. März 1808 auf Gut Nerfken mit Charlotte Karoline Jakobine von Heyden-Nerfken (1792–1878) verheiratet. Aus der Ehe gingen folgende Kinder hervor:
- Amalie Karoline Jakobine Luise (* 1809) ⚭ 1837 Ferdinand Theodor Eduard von Ritzenberg auf Nischwitz in Sachsen
- Ida Albertine (* 1811) ⚭ 1832 Moritz Seebeck, Kurator der Universität Jena und Erzieher des Herzogs Georg II. von Meiningen
- Thekla Malvine (* 1812) ⚭ 1840 Friedrich Gustav Kießling, herzoglich-sachsen-meiningischer Konsistorial- und Schulrat
- Mathilde Wilhelmine (* 1816) ⚭ 1843 Karl Friedrich Wilhelm von Felgermann, Erzieher Kaiser Friedrich III.
- Adelheid Auguste (* 1817) ⚭ 1844 Philipp Carl von Canstein
- Luise Angelika Wilhelmine (* 1819) ⚭ 1849 Gustav Eugen Ludwig von Orlich, Professor an der Friedrich-Wilhelms Universität Berlin
- Emma (* 1820; † 1888 in Bad Flinsberg)

## Orden- und Ehrenzeichen
Neben den bereits genannte Orden und Ehrenzeichen war Krauseneck Inhaber folgender Auszeichnungen:
- Österreichisch-kaiserlicher Leopold-Orden am 16. Juni 1815
- Großkreuz des Hausordens vom Goldenen Löwen am 29. September 1816
- Preußisches Dienstauszeichnungskreuz am 19. Juli 1825
- Roten Adlerorden I. Klasse mit Eichenlaub am 22. September 1827
- Russischer Orden der Heiligen Anna I. Klasse mit Krone am 26. November 1834
- Alexander-Newski-Orden am 30. September 1835
- Kommandeur des Schwertordens am 3. Juli 1841
- Orden des Heiligen Andreas des Erstberufenen am 26. September 1843